# 岩見沢南高等学校
岩見沢南高等学校（いわみさわみなみこうとうがっこう）は、かつて北海道岩見沢市9条西3丁目1番地15にあった私立高等学校。設置者は学校法人平島学園だったが、法人が多額の負債を抱えて倒産したため1972年（昭和47年）をもって閉校した。北海道岩見沢市では2校ある私立高等学校の一つであった。

## 概要
開校当初の見込みよりも入学者数が思わしくなく、負債が増えていった。この時期は南空知管内でも開学ラッシュが続いたので開校式にこの高等学校を使用してもらい使用料を徴収する等でしのいでいたが凌ぎ切れず廃校に至る。廃校後、暫く放置されていたが駒澤大学保育専門学校が開学当初に岩見沢南高等学校の元校舎を使っていた。大半の校舎や体育館等は壊されたが、元校舎の一部を2025年の閉校まで駒沢看護専門学校が使用していた。

## 沿革
- 1964年（昭和39年） - 岩見沢南高等学校開校。
- 1965年（昭和40年） - 校舎が完成。
- 1967年（昭和42年） - 体育館が完成。
- 1972年（昭和47年） - 倒産により廃校。